# Patrick Helmes
Patrick Helmes (Colonia, 1 de marzo de 1984) es un exfutbolista y entrenador alemán que jugaba de delantero. Actualmente se encuentra sin equipo.

## Clubes
Era un delantero que poseía buenos registros como goleador desde que empezó, jugando en distintos clubes de categorías inferiores. Tras pasar por varios clubes regionales, incluidos las canteras del FC Colonia y del Sportfreunde Siegen, en este último pudo debutar en 2003 en la Regionalliga.
Con 22 goles en 51 encuentros disputados con su club en dos temporadas, dio el salto, y en 2005 recaló en el Colonia, en ese entonces jugando en la Bundesliga. En su primera temporada en el club rojo descendió tras ocupar la 17.ª posición, pero dentro de las siguientes dos campañas, sería de nuevo uno de los que llevarían al club a la división mayor (aquello ocurrió en la temporada 2007-08, en que quedó tercero).
En 2008 fue transferido al Bayer Leverkusen. Desde ese momento, se erigió en una de las figuras del cuadro de las aspirinas junto a su compañero Kießling.
En 2011 fue traspasado al VfL Wolfsburgo donde el primer año no se terminó de adaptar, y fue en el segundo donde mostró sus cualidades como delantero de área.
En la temporada 2013-14 volvió al equipo de su ciudad, el 1. FC Colonia, y allí permaneció hasta su retirada en 2015 tras una temporada sin jugar por las lesiones.

## Selección nacional
Helmes fue internacional absoluto desde 2007, año en que debutó en un amistoso ante Dinamarca, siendo sustituido por Jan Schlaudraff. Con la selección absoluta disputó 12 encuentros.
En la selección sub-21 de Alemania jugó 9 partidos y convirtió 3 goles.

## Clubes

### Como futbolista
| Club                | País     | Año       |
| ------------------- | -------- | --------- |
| Sportfreunde Siegen | Alemania | 2003-2005 |
| 1. FC Colonia       | Alemania | 2005-2008 |
| Bayer Leverkusen    | Alemania | 2008-2011 |
| VfL Wolfsburgo      | Alemania | 2011-2013 |
| 1. FC Colonia       | Alemania | 2013-2015 |

### Como entrenador
| Club                              | País     | Año       |
| --------------------------------- | -------- | --------- |
| 1. FC Colonia II (2.º entrenador) | Alemania | 2015-2016 |
| 1. FC Colonia II                  | Alemania | 2016-2017 |
| Rot-Weiß Erfurt                   | Alemania | 2018      |
| Bayer Leverkusen (Cantera)        | Alemania | 2018-2020 |
| 1. FC Colonia                     | Alemania | 2013-2015 |
| Admira Wacker II                  | Austria  | 2020-2021 |
| Admira Wacker (2.º entrenador)    | Austria  | 2020      |
| Admira Wacker (interino)          | Austria  | 2020      |
| Alemannia Aachen                  | Alemania | 2021      |